# テイデ国立公園
テイデ国立公園（スペイン語: Parque nacional del Teide, 発音 [ˈpaɾke naθjoˈnal de ˈtei̯.ðe]）は、スペインの国立公園。カナリア諸島のテネリフェ島にある。1954年には国立公園に指定された。2007年には国際連合教育科学文化機関(UNESCO)の世界遺産（自然遺産）に登録された。2007年には12の宝物に選ばれた。

## 地理

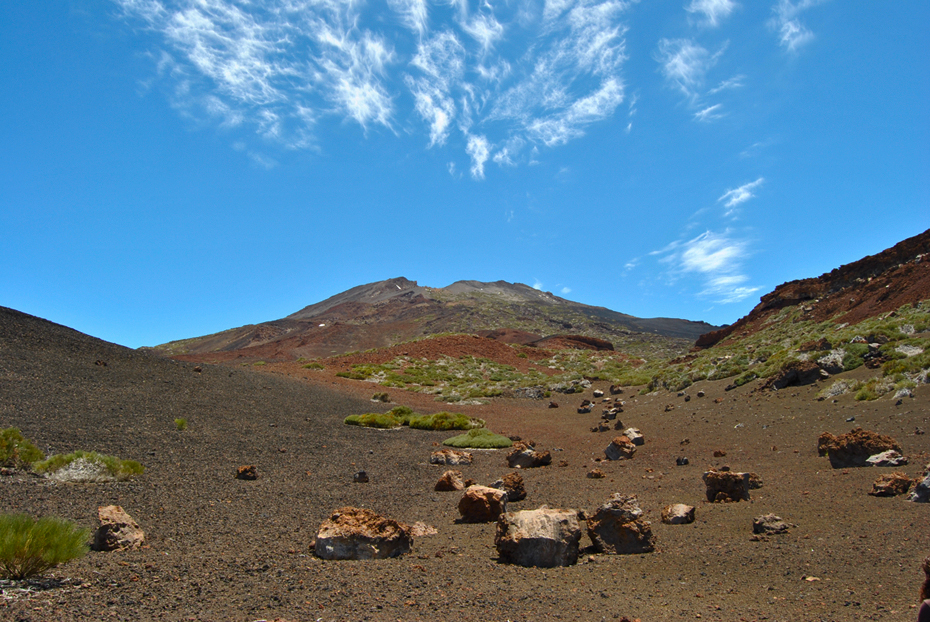
カナリア諸島第2の高峰であるビエホ峰

テイデ国立公園は標高3718mのテイデ山を中心としている。国立公園の範囲に含まれるビエホ峰の標高は3135mであり、テイデ山に次いでカナリア諸島で2番目に高い山である。テイデ山の東尾根にはテイデ天文台がある。テイデ国立公園の訪問者数は年間約300万人であり、2015年には世界で8番目に訪問者数の多い国立公園だった。
チリ・イースター島にあるラパ・ヌイ国立公園と姉妹公園協定を結んでいる。モロッコのスース・マッサ国立公園に対して技術的な支援を行っている。

## 歴史
1954年1月22日には同じくカナリア諸島にあるカルデラ・デ・タブリエンテ国立公園とともに国立公園に指定され、カンタブリア山脈のコバドンガ国立公園（現・ピコス・デ・エウロパ国立公園）とピレネー山脈のオルデサ・イ・モンテ・ペルディード国立公園に次いでスペインで3番目・4番目の国立公園となった。1989年には欧州評議会から欧州自然保護地域賞が授与された。国立公園登録50周年を前に、2002年にはユネスコの世界遺産登録に向けた運動が開始された。その5年後の2007年、ニュージーランドのクライストチャーチで開催された第31回世界遺産委員会で世界遺産（自然遺産）に登録された。世界遺産登録では、テイデ国立公園が核心地域、コロナ森林自然公園が緩衝地域となった。2007年にはアンテナ3とカデーナCOPEによって12の宝物に選ばれた。

## 動植物

### 植物

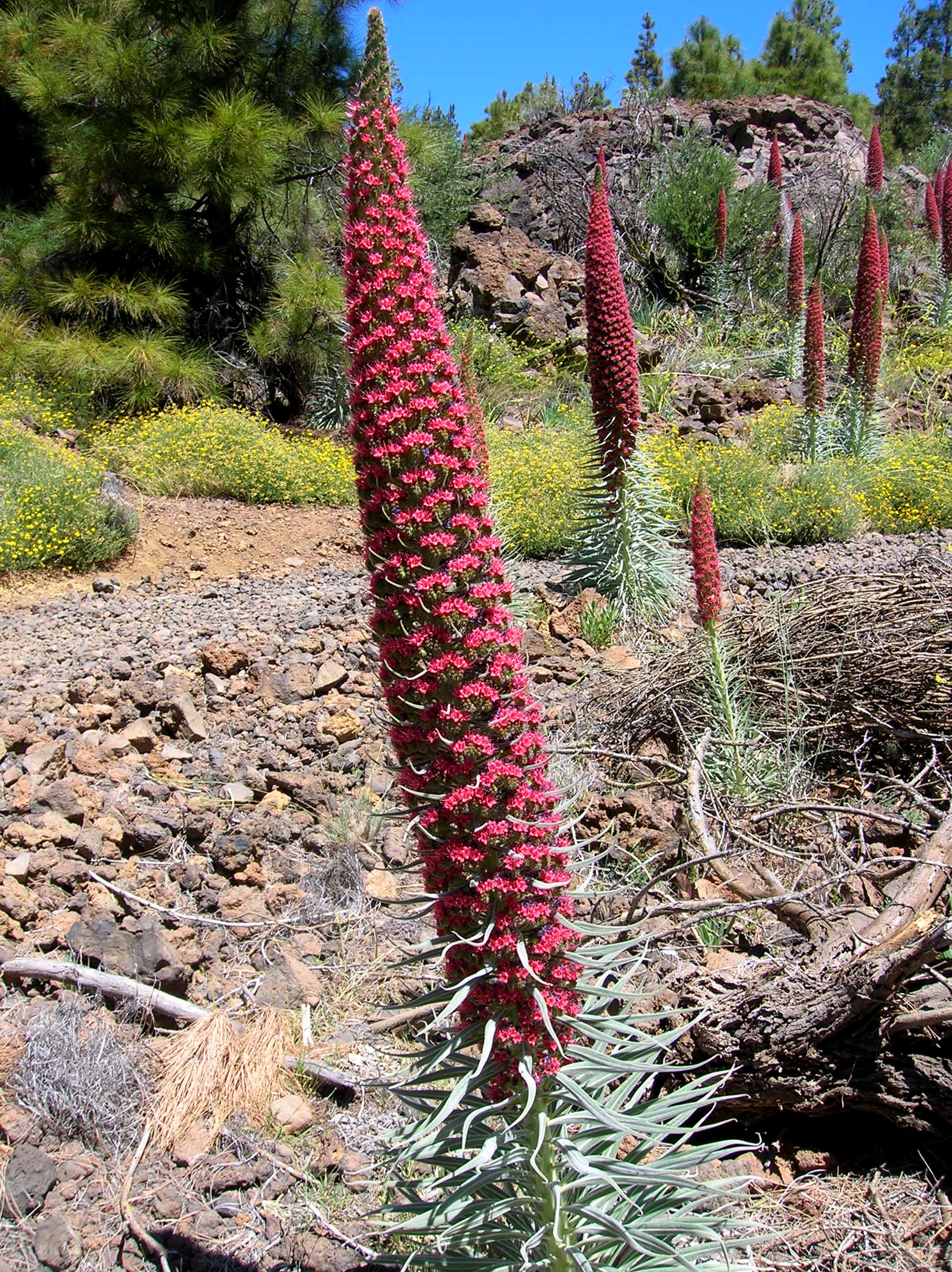
エキウム・ウィルドプレッティ

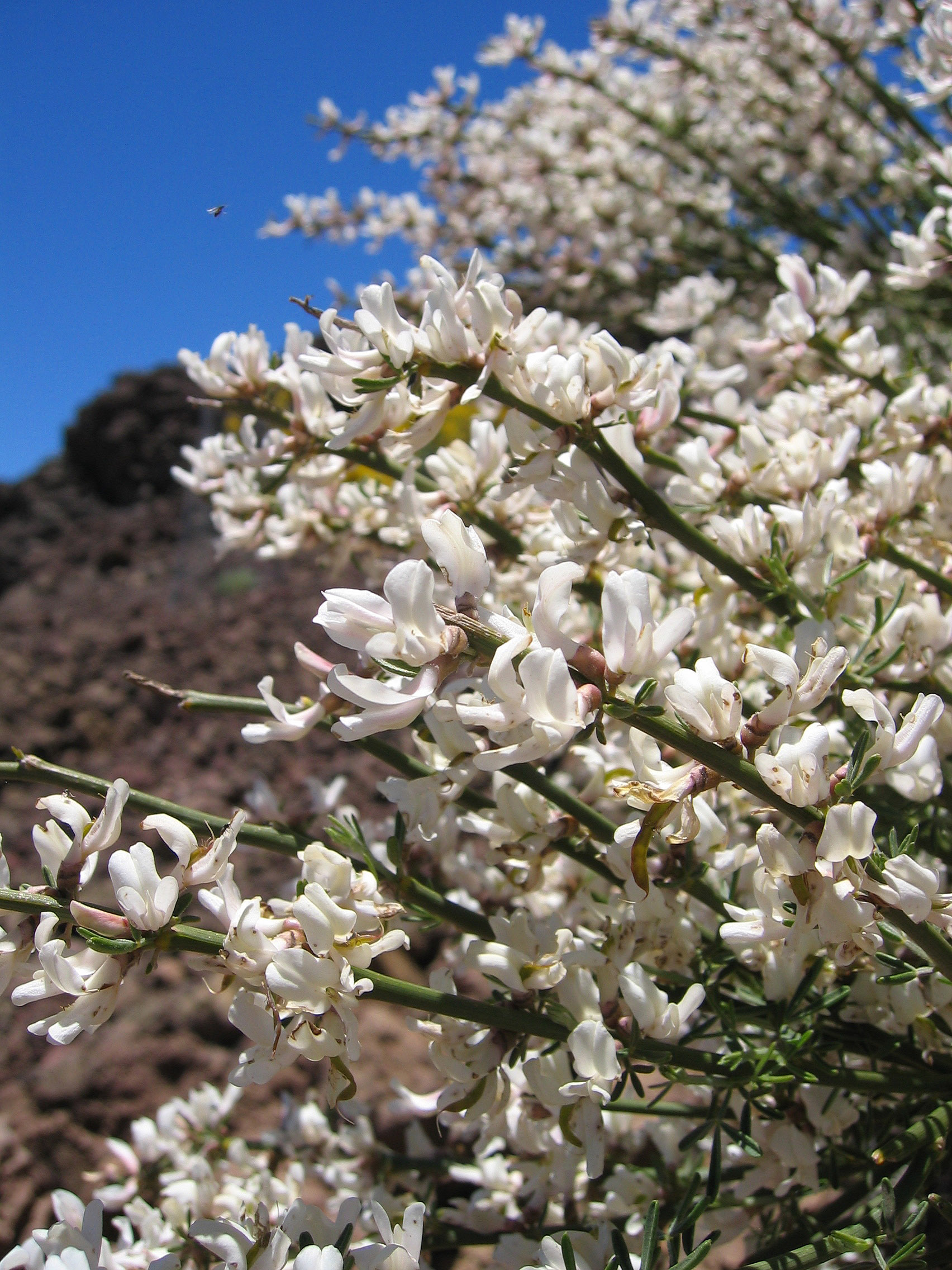
Spartocytisus supranubius

テイデ山の斜面に流れた溶岩はとても薄いが、栄養やミネラルが豊富な土壌は豊かな植物種を支えている。維管束植物は168種であり、うち33種はテネリフェ島の固有種である。テイデ山の標高1000mから2100mの部分をカナリアマツの森が覆っているが、森林限界は大陸部の同緯度の山地（熱帯の山地）よりも約1000m低い。高標高の場所ではラス・カニャーダスのカルデラが、ヒマラヤスギ属のJuniperus cedrusやカナリアマツなど、より繊細な種のために十分なシェルターを提供している。
テイデ国立公園でもっとも優勢な植物種はSpartocytisus supranubiusであり、白色やピンク色の花を咲かせる。エリシマム属のErysimum scopariumは白色や紫色の花を咲かせ、エキウム・ウィルドプレッティの赤色の花は高さ3メートルに達する。マーガレット属のArgyranthemum teneriffaeは3600m近い標高の場所でも見ることができる。スミレ属のViola cheiranthifoliaはテイデ山の頂上ですら見ることができ、スペインでもっとも標高の高い場所で開花する植物である。
テイデ国立公園の植物は、高い標高・強烈な太陽光・極端な気温変化・水分の欠乏など、厳しい環境条件に適応している。半球形の形状となったり、産毛や蝋状の表面となったり、葉の露出部を減らしたり、花を多くつけたりする適応が起こる。植物の開花は晩秋または初夏、具体的には5月から6月に起こる。

### 動物

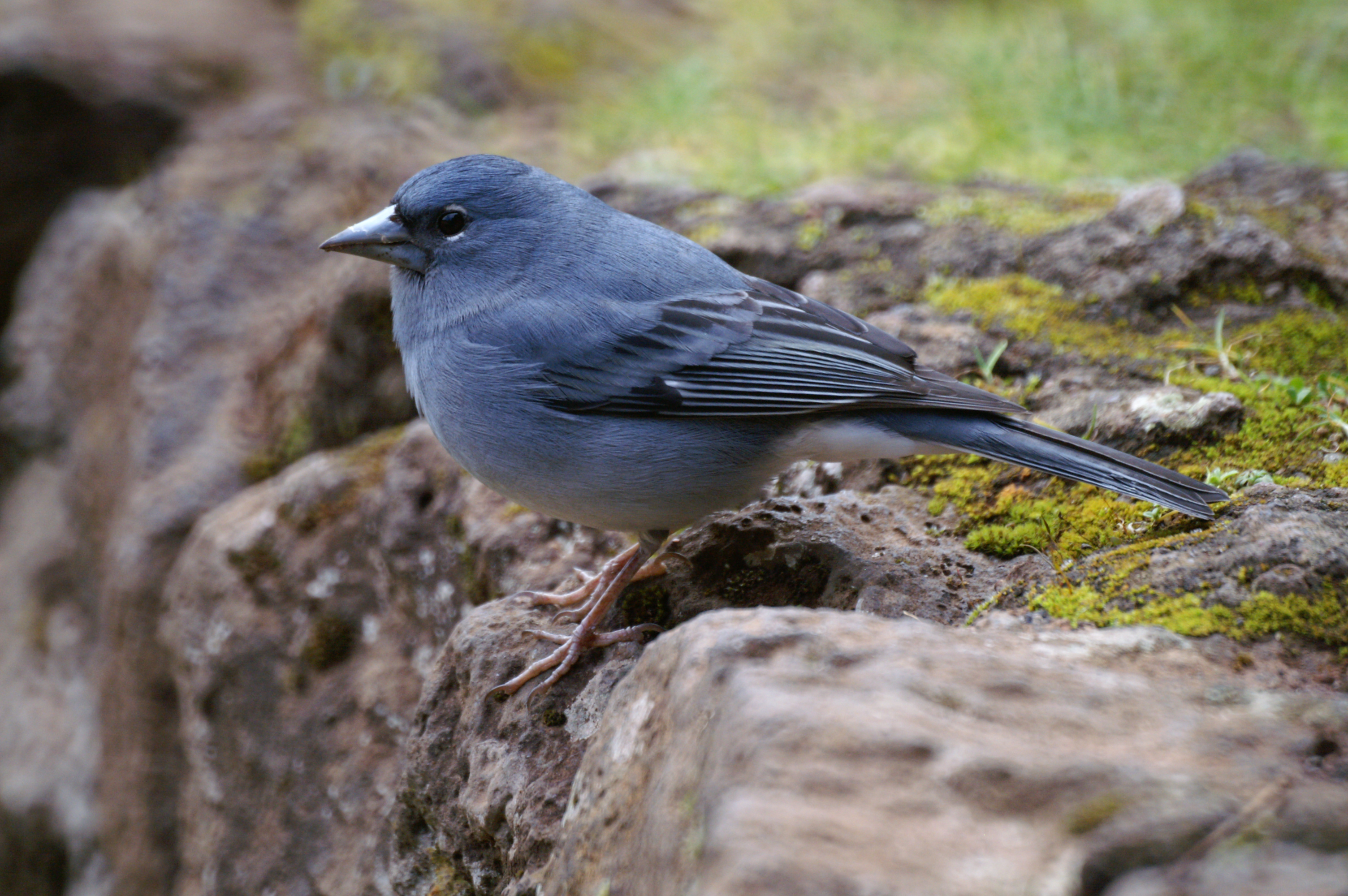
カナリーアオアトリ

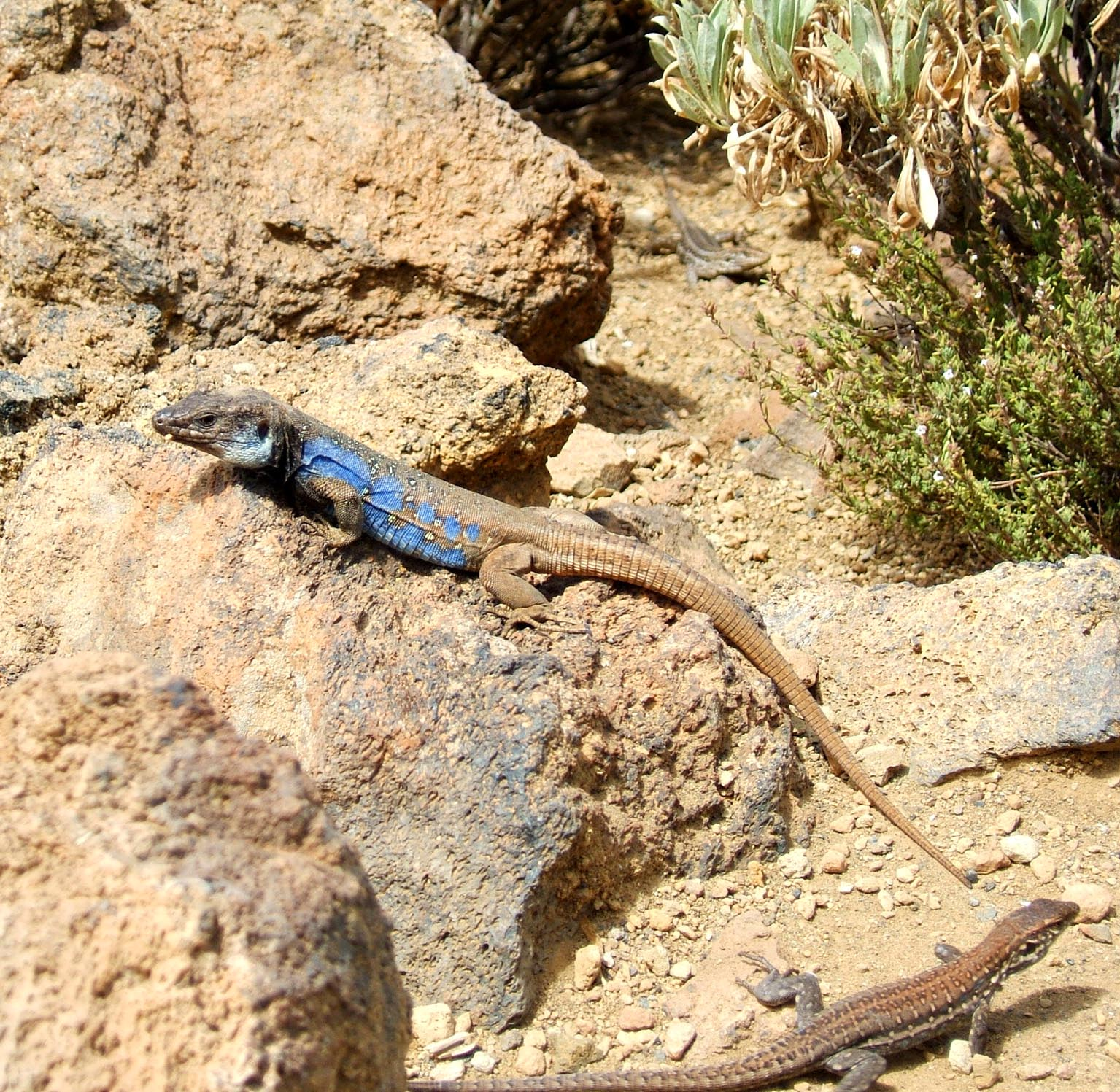
固有種のカナリアカナヘビ

テイデ国立公園には無数の無脊椎動物が生息しており、クモ、甲虫類、ハエ目、カメムシ目、ハチ目などがいる。その40%以上が固有種であり、70種はテイデ国立公園でしか見られない。この一方で、テイデ国立公園に存在する脊椎動物は限られている。国立公園内にはカナリーアオアトリ、カナリータヒバリ、カナリア、チョウゲンボウの亜種など、10種類の鳥類が巣を作っている。
カナリアカナヘビ、ヤモリ科のTarentola delalandii、トカゲ科のChalcides viridanus viridanusと、爬虫類の固有種は3種が確認されている。国立公園内に生息する哺乳類唯一の固有種は、コウモリのNyctalus leisleriである。ムフロン、ウサギ、ハツカネズミ、クマネズミ、ノネコ、ハリネズミは、いずれも人間によって国立公園内に持ち込まれた哺乳類である。

## 科学

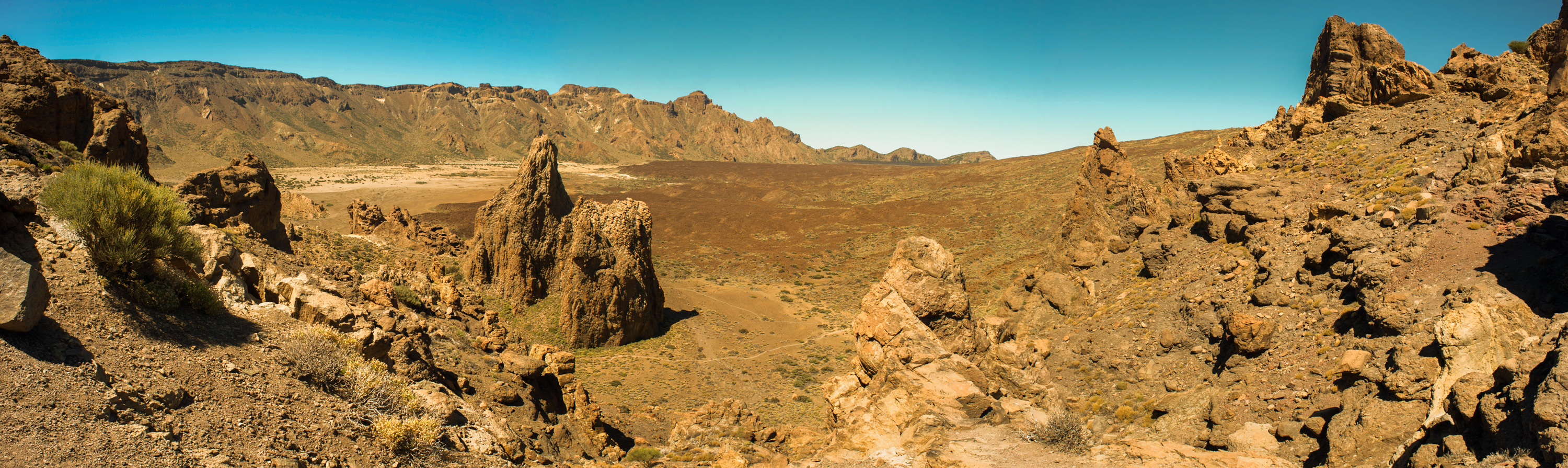
テイデ国立公園の地表

テイデ国立公園と火星は環境条件や地質面が類似しており、テイデ国立公園は火星に関する研究のための火山基準点となっている。
火星の探査を行う機器、または過去・現在の火星の生命の存在を明らかにする機器を試験するために理想的な場所がテネリフェ島である。2010年には研究者グループが、2016年から2018年のエクソマーズ計画で用いるラマン機器の試験をラス・カニャーダス・デル・テイデで行った。
2011年6月にはイギリスの研究者グループがテイデ国立公園を訪れ、火星で生命を発見するための方法の試験を行った。2012年にはテイデ国立公園で火星探査用新型ロボット車両の試験を行っている

## 世界遺産

### 登録基準
この世界遺産は世界遺産登録基準のうち、以下の条件を満たし、登録された（以下の基準は世界遺産センター公表の登録基準からの翻訳、引用である）。
- (7) ひときわすぐれた自然美及び美的な重要性をもつ最高の自然現象または地域を含むもの。
- (8) 地球の歴史上の主要な段階を示す顕著な見本であるもの。これには生物の記録、地形の発達における重要な地学的進行過程、重要な地形的特性、自然地理的特性などが含まれる。

## 文化

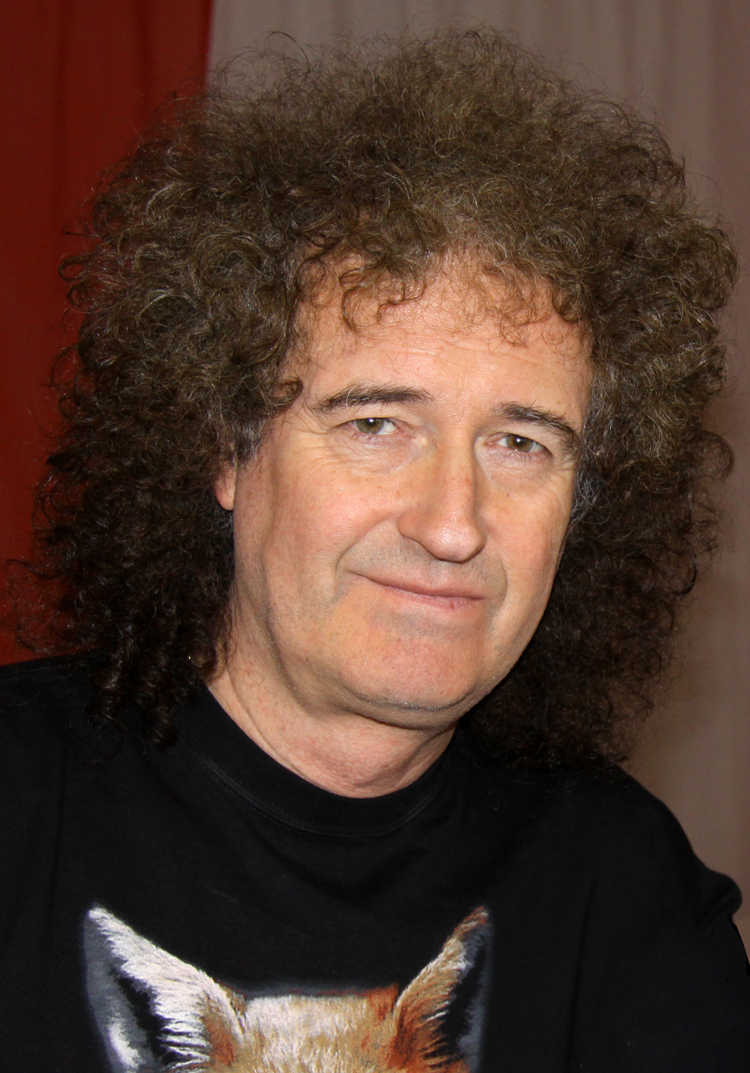
テイデ天文台で論文を作成したブライアン・メイ

イギリスのロックバンドであるクイーンのブライアン・メイは、1971年秋にテイデ天文台で卒業論文を執筆していた時に『タイ・ユア・マザー・ダウン』を作曲した。
テイデ国立公園の風景は『恐竜100万年』（1966年、イギリス）、『10億分の1の男』（2001年、スペイン）、『タイタンの戦い』（2010年、アメリカ合衆国）、『タイタンの逆襲』（2012年、アメリカ合衆国）などの映画に登場している。
カナリア諸島のユダヤ人コミュニティが主導して、2008年12月8日にはテイデ山の頂上付近にイスラエル国旗が置かれた。
テイデ山の頂上付近には雪の聖母に捧げられた小規模な礼拝堂が設置されており、この礼拝堂はスペインでもっとも高い場所にあるローマカトリック施設である。
1989年6月24日、ラジオカデーナ・エスパニョーラの番組「エスパシオ・エン・ブランコ」は、宇宙人とコンタクトを取るためにテイデ国立公園で「UFO Alert」を発し、このイベントには約4万人が参加した。
1998年、ドイツの心理学者であるHeide Fittkau Gartheを中心とするカルト集団32人が、テイデ国立公園内で集団自殺を企てたとして逮捕された。
高地トレーニングを行うことができ、気候が安定しており、離島にあって気の散る要素が少ないため、自転車競技チームの練習場所として人気がある。チームスカイ、リクイガス、アスタナ・プロチームなどがテイデ国立公園内でトレーニングを行ったことがある。